# 李廷彬
李 廷彬（イ・ジョンビン、1934年10月1日 - 1987年7月5日）は、大韓民国の医師、政治家。第11代韓国国会議員。

## 経歴
全羅南道光山郡（現・光州広域市）出身。全南大学校医科大学、陸軍軍医学校卒。カトリック大学（現・カトリック大学校）大学院博士課程修了（医学博士）。薬水聖心病院院長、民主韓国党創党発起人・選挙対策本部財政委員会副委員長・党紀委員、第11代国会保社委員会幹事を務めた。
1987年7月5日、持病により漢陽大病院で死去。享年56。